# Sofia Cocea
Sofia Cocea, född 1839, död 1861, var en rumänsk feminist.  
Hon var poet och journalist. Hon deltog i den nationalistiska debatten och förespråkade ett enat och självständigt Rumänien. Hon förespråkade också kvinnors rättigheter i den nya staten.